# ATLAS-Verbund
Der ATLAS-Verbund ist ein Verbund europäischer Polizei-Spezialeinheiten, vor allem der EU-Mitgliedstaaten. Er wurde 2002 mit dem Ziel gegründet, die Zusammenarbeit untereinander zu verbessern. Seit dem 1. Juli 2021 wird sie von Štefan Hamran, Kommandant der slowakischen Spezialeinheit Lynx, geleitet.

## Bedeutung
Atlas ist keine Abkürzung, sondern bezieht sich auf den gleichnamigen Titanen aus der griechischen Mythologie, der den Himmel auf seinen Schultern trägt.

## Aufbau
Bereits 1996 entschied der Rat der Europäischen Union, ein Antiterror-Kompetenznetzwerk zu schaffen, um die Zusammenarbeit der Mitgliedstaaten auf diesem Gebiet zu erleichtern. Dies gilt als „Geburtsstunde“ der Atlas-Kooperation. Jedoch wirkten erst die Terroranschläge am 11. September 2001 als Auftakt für die operative Aufbauarbeit. Im Oktober 2001 fand dann ein erstes Treffen der Kommandeure der Polizei-Spezialeinheiten nach „9/11“ statt.
Die wesentliche Aufbauarbeit wurde von der GSG 9 der Bundespolizei (Deutschland), dem EKO Cobra (Österreich), der GIGN (Frankreich), der DSU (Belgien) und der DSI (Niederlande) geleistet.

## Organisation
Der Atlas-Verbund ist eine informelle Kooperationsstruktur, trotzdem wurde die Kooperation unterdessen ausgeweitet. So werden gemeinsame Standards für Ausbildung, Ausrüstung und Einsatzverfahren entwickelt oder weiterentwickelt. Einen Schwerpunkt bilden gemeinsame Übungen.
Ein gemeinsamer multinationaler Einsatz mehrerer polizeilicher Spezialeinheiten zur Bewältigung einer terroristischen Großlage galt in den Gründerjahren aufgrund der politisch-juristischen Sensibilität zuerst als unwahrscheinlich. Gleichwohl gab es Initiativen. So legte Österreich im Dezember 2006 den Entwurf eines Rahmenabkommens für gemeinsame Spezialeinsätze vor. Im Oktober 2018 wurde ein Unterstützungsbüro beim European Counter Terrorism Centre (ECTC) der Europol eingerichtet, das die Zusammenarbeit zwischen der Europol und den im Altas-Verbund vertretenen Spezialeinheiten verbessern und den Verbund unterstützen soll.
Insbesondere seit der Gründung des ECTC wurden länderübergreifende Einsätze möglich gemacht, so waren beim Anschlag in München 2016 Einsatzkräfte der Cobra mit zur Unterstützung vor Ort als standen auch beim Terroranschlag in Wien 2020 Spezialeinheiten aus Deutschland, Tschechien, Slowakei und Ungarn zur grenzüberschreitenden Unterstützung bereit.

## Arbeitsteilung
Die GSG 9 der deutschen Bundespolizei ist für die Entwicklung von Taktiken und Techniken im maritimen Einsatzumfeld zuständig. Ergänzend entwickeln die GIGN Taktiken und Techniken für den Einsatz an Flugzeugen, die RAID für den Einsatz an öffentlichen Verkehrsmitteln und das EKO Cobra aus Österreich für den Einsatz in Gebäuden. Neben diesen Arbeitsgruppen wurde auch die Bildung von Expertengruppen beschlossen, die die von einem terroristischen Anschlag betroffenen Staaten unterstützen sollen.

## Mitglieder
Im Atlas-Verbund sind aufgrund der föderalen Strukturen einiger Mitgliedsländer sowie der Existenz polizeilicher und militärischer Wachkörper einige Staaten mit mehreren Einheiten vertreten. Zum Atlas-Verbund gehören (Stand: 2021) 34 Einheiten aus den 27 EU-Mitgliedstaaten:
- AKS – Aktionsstyrken (Dänemark)
- ARAS – Lietuvos policijos antiteroristinių operacijų rinktinė Aras (Litauen)
- ATJ Lučko – Antiteroristička jedinica Lučko (Kroatien)
- BOA – Biuro Operacji Antyterrorystycznych (Polen)
- BSIJ – Brigada Specială de Intervenție a Jandarmeriei (Rumänien)
- DSI – Dienst Speciale Interventies (Niederlande)
- DSU – Direction centrale des unités spéciales (Belgien)
- ERU/EAO – Emergency Response Unit/Eidikos Antitpomkpatikos Oylamos (Zypern)
- EKAM – Eidiki Katastaltiki Antitromokratiki Monada (Griechenland)
- EKO Cobra – Einsatzkommando Cobra (Österreich)
- ERU – Garda Emergency Response Unit (Irland)
- GIGN – Groupe d'Intervention de la Gendarmerie Nationale (Frankreich)
- GIS – Gruppo di Intervento Speciale (Italien)
- GEO – Grupo Especial de Operaciones (Spanien)
- GNR-GIOE – Grupo de Intervenção e Operações Especiais da GNR (Portugal)
- GOE – Grupo de Operações Especiais (Portugal)
- GSG 9 BPOL – GSG 9 der Bundespolizei (Deutschland)
- KARHU – Poliisin Valmiusyksikkö Karhu (Finnland)
- K-komando (Estland)
- LYNX – Útvar osobitného určenia Lynx Commando (Slowakei)
- NI – Nationella Insatsstyrkan (Schweden)
- NOCS – Nucleo Operativo Centrale di Sicurezza (Italien)
- OMEGA – Pretterorisma vienība Omega (Lettland)
- RAID – Recherche Assistance Intervention Dissuasion (Frankreich)
- RED PANTHERS – Specialna Enota Policije Red Panthers (Slowenien)
- RIU – Rapid Intervention Unit (Malta)
- SEK BW – Spezialeinsatzkommando Baden-Württemberg (Vertreter der SEKs der deutschen Landespolizeien)
- SIAS – Serviciul Independent de Interventii si Actiuni Speciale (Rumänien)
- SUCT – Specialized Unit for Combating Terrorism (Bulgarien)
- TEK – Terrorelhárítási Központ (Ungarn)
- UEI – Unidad Especial de Intervención (Spanien)
- URNA – Útvar rychlého nasazení Policie ČR (Tschechien)
- USP – Unité Spéciale de la Police (Luxemburg)

Außerdem kooperieren mit dem Atlas-Verbund:
- DELTA – Beredskapstroppen Delta (Norwegen)
- SCO19 – Specialist Crime & Operations (Großbritannien)
- PSNI-HMSU – Police Service of Northern Ireland Headquarters Mobile Support Unit (Nordirland)
- VIKING – Sérsveit ríkislögreglustjóra Viking (Island)
- Interventionseinheiten (Schweiz)

## Übungen

### Operation Octopus 2007
Bei der Operation Octopus handelte es sich um eine groß angelegte multinationale maritime Übung, an der im September 2007 insgesamt 300 Polizeibeamte aus Belgien, Dänemark, Deutschland, Schweden und Spanien teilnahmen. Die Übung fand im Hafen von Ostende statt und simulierte die Einnahme einer gekaperten Fähre. Die notwendigen Boote und Hubschrauber kamen aus Beständen der beteiligten Polizeibehörden.

### Common Challenge 2013
Der Übung lag eine simulierte, europaweit gleichzeitig an verschiedenen Tatorten stattfindende Geiselnahmelage zugrunde. In den einzelnen Teilnehmerländern wurden verschiedene Szenarios durchgespielt:
- Fähre – Schweden
- Containerschiff – Litauen
- Kohlekraftwerk – Irland
- ÖPNV/Bus – Spanien
- ÖPNV/Bahn – Belgien
- Gebäude – Italien
- Gebäude – Österreich
- Gebäude – Slowenien
- ÖPNV/Bus – Rumänien

Die GSG 9 hat sich mit insgesamt mehr als 30 Beamten am Auftrag zur Rettung und Befreiung von Geiseln in Österreich beteiligt.